# تپه شهر سوخته ۲۲۶
تپه شهر سوخته ۲۲۶ در شهرستان زابل، بخش شیب آب، دهستان لوتک، روستای حومه شهر سوخته، ۱۱/۷ کیلومتری جنوب غربی پایگاه باستان‌شناسی شهر سوخته واقع شده و این اثر در تاریخ ۱۵ اسفند ۱۳۸۵ با شمارهٔ ثبت ۱۷۹۸۶ به‌عنوان یکی از آثار ملی ایران به ثبت رسیده است.